# Генк Манн
Генк Манн (англ. Hank Mann; 28 травня 1888 — 25 листопада 1971) — американський актор німого кіно, кінорежисер та сценарист. Працював в кінокомпанії Keystone Cops. За словами іншого актора цієї компанії Едгара Кеннеді, Манн став джерелом ідеї для Keystoneкінематограф США Cops.

## Життєпис
Девід Вільям Ліберман народився в Росії, але емігрував до Нью-Йорка з батьками у 1891 році. Інші джерела вказують, що він народився 28 травня 1887 року в Нью-Йорку, США.
Манн був одним із перших комедійних акторів німого кіно, працював спочатку для Мака Сеннета у часи його праці на «Keystone Cops», а потім для продюсерів Вільяма Фокса та Моріса Шланка у німих комедіях. З появою звукового кіно він продовжував зніматися у фільмах різних жанрів, включаючи «Мальтійський сокіл» (один з групи репортерів) та «Містер Сміт вирушає до Вашингтона» (фотограф).
Найбільш популярною була участь Генка Манна у телевізійному фільмі «The Three Stooges». Пізніше він продовжував грати епізодичні ролі у комедійних телевізійних фільмах, а також знявся у кількох комедіях разом з Джеррі Льюїсом в 1960-х роках. Хоча він ніколи остаточно не припиняв працювати у кіно, останні роки він працював як менеджер з продажу нерухомості зі своєю дружиною Доллі в Лос-Феліс в Лос-Анджелесі.

## Смерть
Генк Манн помер 25 листопада 1971 року в Південній Пасадені, штат Каліфорнія. Похований у Мавзолеї Залу Девіда на Голівудському цвинтарі «Hollywood Forever».

## Нагороди
За внесок у кіноіндустрію, Генк Манн має зірку на Голлівудській Алеї Слави на 6300 бульварі Голлівуду.

## Вибрана фільмографія

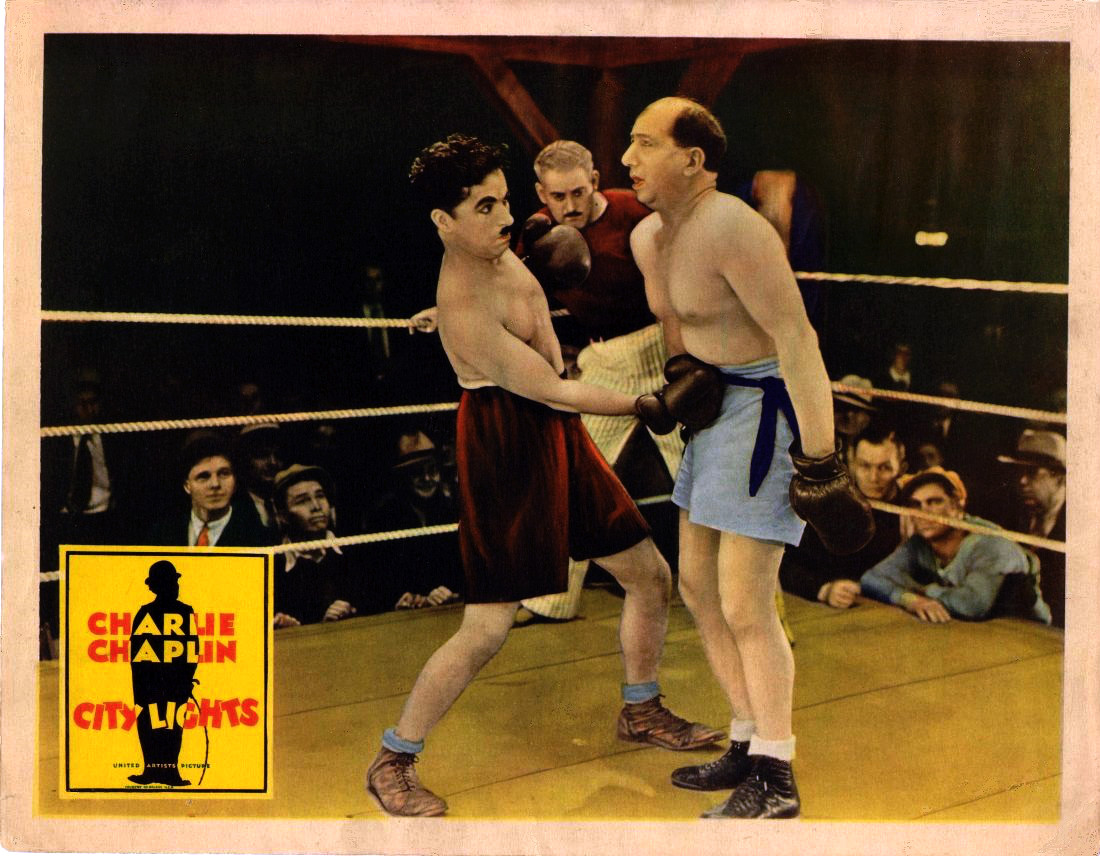
Генк Манн у ролі боксера з Чарлі Чапліном у стрічці «Вогні великого міста» (1931)

- 1913 — Сейф у в'язниці / Safe in Jail — сільський житель
- 1913 — Він йде на полювання / He Would a Hunting Go — шериф
- 1913 — Вексель Мерфі / Murphy's I.O.U.
- 1913 — Бенгвільська поліція / The Bangville Police
- 1913 — Ганстери / The Gangsters
- 1913 — Пікнік офіціантів / The Waiters' Picnic
- 1913 — Бунт / The Riot
- 1913 — Фатті вступає в поліцію / Fatty Joins the Force
- 1913 — Фліртуючий Фатті / Fatty's Flirtation — поліцейський
- 1914 — Заслужена нога / A Misplaced Foot
- 1914 — Красива ванна / A Bath House Beauty
- 1914 — В лапах банди / In the Clutches of the Gang — поліцейський
- 1914 — Незвичайно скрутне становище Мейбл / Mabel's Strange Predicament
- 1914 — Двадцять хвилин любові / Twenty Minutes of Love — сплячий
- 1914 — Захоплений в кабаре / Caught in a Cabaret
- 1914 — Турбота / The Alarm
- 1914 — Нокаут / The Knockout
- 1914 — Сімейне життя Мейбл / Mabel's Married Life — чоловік в барі
- 1914 — Кінець Фатті / Fatty's Finish
- 1914 — Небесний пірат / The Sky Pirate
- 1914 — Обличчя на підлозі бару / Face on the Bar Room Floor — товариш по чарці
- 1914 — Подарунок Фатті / Fatty's Gift
- 1914 — Перерваний роман Тіллі / Tillie's Punctured Romance
- 1931 — Вогні великого міста / City Lights: A Comedy Romance in Pantomime — боксер
- 1947 — Небезпечні пригоди Поліни / The Peril of Pauline